# Calamagrostis divergens
Calamagrostis divergens är en gräsart som beskrevs av Jason Richard Swallen. Calamagrostis divergens ingår i släktet rör, och familjen gräs.
Artens utbredningsområde är Colombia. Inga underarter finns listade i Catalogue of Life.